# Nidulariopsis melanocarpa
Nidulariopsis melanocarpa är en svampart som beskrevs av Greis 1935. Nidulariopsis melanocarpa ingår i släktet Nidulariopsis och familjen jordstjärnor.   Inga underarter finns listade i Catalogue of Life.